# Santenberg
Der Santenberg ist ein Hügelzug im Schweizer Kanton Luzern, der von St. Erhard bis nach Dagmersellen reicht.
Anliegende Gemeinden sind u. a. Wauwil, Egolzwil, Mauensee (Ortsteil Kaltbach) und Nebikon auf der südlichen Seite. Die südliche Seite grenzt an das bekannte Naturschutzgebiet Wauwilermoos. Auf der Nordseite grenzen die Dörfer Knutwil, Buchs und Uffikon an den Berg.

## Höhe, Nutzung, Bewaldung
Der Santenberg erreicht an der höchsten Stelle bei der Chätzigerhöchi 700 m ü. M. Das angrenzende Wauwilermoos ist auf 499 m ü. M. Somit hat der Santenberg eine Höhe von 201 m. Im unteren Bereich der Südseite des Hanges liegt das Hauptsiedlungsgebiet von Wauwil und Egolzwil. Im oberen Bereich hat es einige Bauernhöfe, Wiesland und viel Wald. Die Nordseite Richtung Buchs ist hauptsächlich landwirtschaftlich genutzt.

## Geografie
Der Santenberg entstand in der letzten Eiszeit, als seitliche Moräne eines Gletschers. Es finden sich noch heute Findlinge.

## Geschichte
In der Römerzeit führte eine Handelsroute über den Kamm. Da diese Route bewaldet war, gab sie den Händlern im Gegensatz zur Ebene des Wauwiler Mooses besseren Schutz vor Räubern und Dieben.

## Freizeitgestaltung
Das Gebiet des Santenberges ist ein beliebtes Erholungsgebiet. So gibt es sehr viele Wanderwege und Forststrassen, die zum Wandern und Spazieren einladen. Zudem gibt es sehr viele Trails für Biker und eine Orientierungslaufkarte. Ebenfalls ist der Berg bei Pferdeliebhabern beliebt.

## Sonstiges
Die Gemeinde Wauwil nutzt den Namen Santenberg als Erkennungszeichen. Ebenfalls hat sich der Turnverein aus Wauwil/Egolzwil im Jahr 2006 umbenannt von KTV Konkordia Egolzwil-Wauwil auf TV Santenberg. Ebenfalls wurde 2012 aus einer Bürgerinitiative die Santenberg Energie Genossenschaft gegründet, welche Photovoltaikanlagen zur nachhaltigen Stromerzeugung betreibt.
Der westliche Teil des Santenberges gilt als FSME-Risikogebiet, da hier Zecken diese Krankheit übertragen können.